# Anders de Wahl

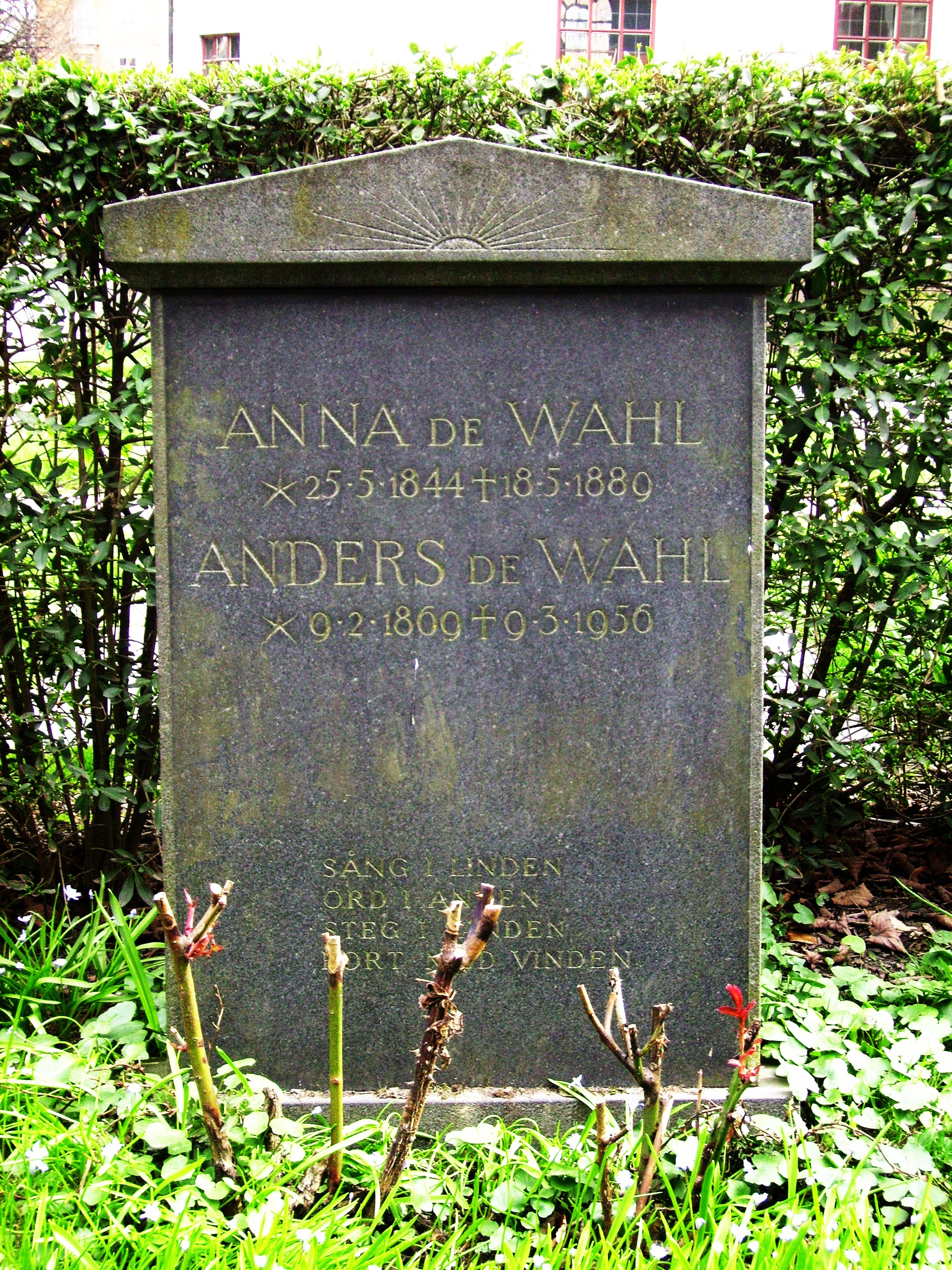
Anders de Wahls grav på Adolf Fredriks kyrkogård i Stockholm.

Anders de Wahl, i folkbokföringen alltid skriven Andreas, född 9 februari 1869 i Stockholm, död 9 mars 1956 i Stockholm, var en svensk skådespelare. Anders de Wahl läste under en lång tid Alfred Tennysons ”Nyårsklockan” på Skansen vid midnatt på nyårsafton. Det hann bli 36 uppläsningar under åren 1897–1955, som även sändes i radio från 1935.

## Biografi
Anders de Wahl var son till musikdirektören Oscar de Wahl och skådespelaren och operettsångerskan Anna de Wahl, född Lundström.
Efter anställning på Wicanders korkfabriks kontor var de Wahl 1889–1891 elev vid Kungliga dramatiska teatern, 1891–1892 anställd vid August Lindbergs sällskap, 1892–1907 vid Albert Ranfts teaterföretag och 1907–1919 vid Dramatiska teatern. Vårsäsongerna 1920–1922 arbetade han vid Svenska teatern och åter vid Dramatiska teatern 1922–1930. de Wahl gästspelade även i Köpenhamn, Oslo och Helsingfors, och företog egna turnéer på svenska landsorten. Han turnerade därtill i USA som uppläsare.
de Wahl skrev själv pjäsen För tidigt, där han i rollen som Ville år 1892 hade en av sina tidiga framgångar.
Anders de Wahl var ogift och ligger begravd på Adolf Fredriks kyrkogård i Stockholm.

## Filmografi i urval
- 1920 – Erotikon
- 1921 – Kvarnen
- 1925 – Kalle Utter
- 1925 – Flygande holländaren
- 1933 – Vad veta väl männen
- 1938 – Med folket för fosterlandet
- 1945 – Hans Majestät får vänta
- 1946 – Eviga länkar

## Teater

### Roller
| År   | Roll                                         | Produktion                                                       | Regi                            | Teater                                    |
| ---- | -------------------------------------------- | ---------------------------------------------------------------- | ------------------------------- | ----------------------------------------- |
| 1890 | Scolaren Nils                                | Mäster Olof August Strindberg                                    |                                 | Kungliga Dramatiska Teatern               |
| 1891 |                                              | Mellan barken och trädet Ernst Lundquist                         |                                 | Kungliga Dramatiska Teatern               |
| 1891 | Garassim                                     | Arvskiftet Ivan Turgenjev                                        |                                 | Kungliga Dramatiska Teatern               |
| 1891 | Hotar                                        | Ett silverbröllop Emma Gad                                       |                                 | Mindre teatern, Göteborg                  |
| 1891 | Gyldenstern                                  | Hamlet William Shakespeare                                       |                                 | Stora Teatern, Göteborg                   |
| 1891 | Paul Landrin                                 | Miss Heylett Edmond Audran och Maxime Boucheron                  |                                 | Stora Teatern, Göteborg                   |
| 1891 | Melcior de Boines                            | Sällskap där man har tråkigt Édouard Pailleron                   |                                 | Mindre teatern, Göteborg                  |
| 1891 | Jemmy Pegg                                   | Tatlows hemlighet August Lindberg                                |                                 | Stora Teatern, Göteborg                   |
| 1891 | Robert Heinecke                              | Ära Hermann Sudermann                                            |                                 | Stora Teatern, Göteborg                   |
| 1891 | Emil Gross                                   | Sabinskornas bortrövande Franz och Paul von Schönthan            |                                 | Mindre teatern, Göteborg                  |
| 1891 | Alfred Klapproth                             | Tokerier Carl Laufs                                              |                                 | Mindre teatern, Göteborg                  |
| 1891 | Jacques Leroux                               | Pater Noster François Coppée                                     |                                 | Mindre teatern, Göteborg                  |
| 1891 | Moritz Pendel                                | Papageno Rudolf Kneisel                                          |                                 | Mindre teatern, Göteborg                  |
| 1892 | Sannäs                                       | Ett handelshus Bjørnstjerne Bjørnson                             |                                 | Stora Teatern, Göteborg                   |
| 1892 | Brage på Valhall                             | Än leva de gamla gudar, revy Axel Engdahl                        |                                 | Stora Teatern, Göteborg                   |
| 1892 | Traneus                                      | Ett odjur till måg Nils Emil Hjertstedt                          |                                 | Stora Teatern, Göteborg                   |
| 1892 | Bakkerzel                                    | Allt för fosterlandet Victorien Sardou                           |                                 | Stora Teatern, Göteborg                   |
| 1892 | Axel Falk                                    | Evas systrar Edvard Bäckström                                    |                                 | Stora Teatern, Göteborg                   |
| 1892 | Älskaren                                     | Stulen lycka                                                     |                                 | August Lindbergs sällskap                 |
| 1892 | Hotar                                        | Ett silverbröllop Emma Gad                                       |                                 | Djurgårdsteatern                          |
| 1892 | Beauplanchet                                 | Gendarmen Pierre Decourcelle och Henri Debrit                    |                                 | Djurgårdsteatern Mindre teatern, Göteborg |
| 1892 | Wille                                        | För tidigt Anders de Wahl                                        |                                 | Djurgårdsteatern Mindre teatern, Göteborg |
| 1892 | Mathias Zetterholm                           | Detektiven Pehr Staaff                                           |                                 | Djurgårdsteatern                          |
| 1892 | Sir Hannibal                                 | Söndagsbarnet Karl Millöcker, Hugo Wittmann och Julius Bauer     |                                 | Albert Ranfts sällskap                    |
| 1892 | Paul Klefeld                                 | Tofslärkan Ernst von Wildenbruch                                 |                                 | Djurgårdsteatern Stora Teatern, Göteborg  |
| 1893 | Gustaf                                       | Ett ungkarlshem Knut Michaelson                                  |                                 | Stora Teatern, Göteborg                   |
| 1893 | César                                        | Picardan är hemma Alexandre Bisson                               |                                 | Djurgårdsteatern Stora Teatern, Göteborg  |
| 1893 | Beväring                                     | Spökerierna på slottet, revy Eric Sandberg                       |                                 | Djurgårdsteatern                          |
| 1893 | Kramer                                       | Sodoms undergång Hermann Sudermann                               |                                 | Stora Teatern, Göteborg                   |
| 1893 | Paul Kleinberg                               | Det förlovade landet Franz och Paul von Schönthan                |                                 | Stora Teatern, Göteborg                   |
| 1893 | Wille                                        | För tidigt Anders de Wahl                                        |                                 | Stora Teatern, Göteborg                   |
| 1893 | Claes                                        | I arrest Anders de Wahl                                          |                                 | Stora Teatern, Göteborg                   |
| 1893 | Beauplanchet                                 | Gendarmen Pierre Decourcelle och Henri Debrit                    |                                 | Djurgårdsteatern                          |
| 1893 | Mathias Zetterholm                           | Detektiven Pehr Staaff                                           |                                 | Stora Teatern, Göteborg                   |
| 1893 | Junker Olof                                  | Ljungby horn Frans Hedberg                                       |                                 | Stora Teatern, Göteborg                   |
| 1893 | Sir Hannibal                                 | Söndagsbarnet Karl Millöcker, Hugo Wittmann och Julius Bauer     |                                 | Stora Teatern, Göteborg                   |
| 1893 | René                                         | Lili Hervé, Alfred Hennequin och Albert Millaud                  |                                 | Stora Teatern, Göteborg                   |
| 1893 | Alfred Glitz                                 | Orientresan Oscar Blumenthal och Gustav Kadelburg                |                                 | Stora Teatern, Göteborg                   |
| 1894 | Axel Nordin                                  | Andras affärer Gustaf af Geijerstam                              |                                 | Stora Teatern, Göteborg                   |
| 1894 | Wille                                        | För tidigt Anders de Wahl                                        |                                 | Stora Teatern, Göteborg                   |
| 1894 | Hans Hartwig                                 | Ungdom Max Halbe                                                 |                                 | Stora Teatern, Göteborg                   |
| 1894 | Lord Francourt Babberly                      | Charleys tant Brandon Thomas                                     |                                 | Djurgårdsteatern Stora Teatern, Göteborg  |
| 1894 | En världsberömd                              | På Helgeandsholmen, revy Eric Sandberg                           |                                 | Djurgårdsteatern                          |
| 1894 | Junker Olof                                  | Ljungby horn Frans Hedberg                                       |                                 | Djurgårdsteatern                          |
| 1894 | Kandidaten                                   | Flirtation Harald Molander                                       |                                 | Stora Teatern, Göteborg                   |
| 1894 | Singleton                                    | Kärlek och exercis Georges Feydeau och Maurice Desvallières      |                                 | Stora Teatern, Göteborg                   |
| 1894 | Olof                                         | Per Olsson och hans käring Gustaf af Geijerstam                  |                                 | Stora Teatern, Göteborg                   |
| 1894 | Gérard                                       | Giboyers son Emile Augier                                        |                                 | Stora Teatern, Göteborg                   |
| 1894 | Olof                                         | Vålnaden August Blanche                                          |                                 | Stora Teatern, Göteborg                   |
| 1894 | Henri                                        | Moderna vinglare Emile Augier                                    |                                 | Stora Teatern, Göteborg                   |
| 1894 | Bertel                                       | Regina von Emmeritz Zacharias Topelius                           |                                 | Stora Teatern, Göteborg                   |
| 1895 | Brage på Valhall                             | Än leva de gamla gudar, revy Axel Engdahl                        |                                 | Stora Teatern, Göteborg                   |
| 1895 | Jules                                        | Herr kalfaktorn Charles Bossu och Edmond Delavigne               |                                 | Stora Teatern, Göteborg                   |
| 1895 | Klas                                         | Tystlåtenhet och förtroende Lorentz Lundgren                     |                                 | Stora Teatern, Göteborg                   |
| 1895 | Anders                                       | Värmlänningarna Fredrik August Dahlgren och Andreas Randel       |                                 | Stora Teatern, Göteborg                   |
| 1895 | Karudatta                                    | Vasantasena Çudraka                                              |                                 | Stora Teatern, Göteborg                   |
| 1895 | Leopold von Mittersteig                      | Fröken Falköga Franz von Schönthan och Franz Koppel-Ellfeld      |                                 | Stora Teatern, Göteborg                   |
| 1895 | Olof                                         | Per Olsson och hans käring Gustaf af Geijerstam                  |                                 | Stora Teatern, Göteborg                   |
| 1895 | Justaret                                     | Maskeraden Alexandre Bisson och Albert Carré                     |                                 | Vasateatern                               |
| 1896 | Pierre Martigny                              | Den kritiska åldern Jules Lemaître                               |                                 | Vasateatern                               |
| 1896 | Gustav Vasa                                  | Med Sveriges allmoge Hugo Fröding                                |                                 | Arenateatern                              |
| 1896 | Florizel                                     | En vintersaga William Shakespeare                                |                                 | Vasateatern                               |
| 1896 | Gérard                                       | Giboyers son Emile Augier                                        |                                 | Vasateatern                               |
| 1896 | Per                                          | Lycko-Pers resa August Strindberg                                |                                 | Vasateatern                               |
| 1897 | Herman Bodi                                  | Ungdomslek Frederik Leth Hansen                                  |                                 | Vasateatern                               |
| 1897 | Erhart                                       | John Gabriel Borkman Henrik Ibsen                                |                                 | Vasateatern                               |
| 1897 | Olaus Petri                                  | Mäster Olof August Strindberg                                    |                                 | Vasateatern                               |
| 1897 | Lord Windermere                              | Solfjärdern Oscar Wilde                                          |                                 | Vasateatern                               |
| 1897 | Fritz Lobheimer                              | Älskog Arthur Schnitzler                                         |                                 | Vasateatern                               |
| 1898 | Olivier Coutenier                            | Marcelle Victorien Sardou                                        |                                 | Vasateatern                               |
| 1898 | Håkon Håkonsson                              | Kungsämnena Henrik Ibsen                                         | Harald Molander                 | Vasateatern                               |
| 1898 | Prästen                                      | Hemmet Hermann Sudermann                                         |                                 | Vasateatern                               |
| 1898 | Armand                                       | Kameliadamen Alexandre Dumas d.y.                                |                                 | Vasateatern                               |
| 1898 | Lagman Bengt                                 | Bröllopet på Ulfåsa Frans Hedberg                                | Harald Molander                 | Svenska teatern, Stockholm                |
| 1898 | Ivar Kareno, fil. kand.                      | Vid rikets port Knut Hamsun                                      |                                 | Svenska teatern, Stockholm                |
| 1898 | Erik, teknolog                               | Familjen Jensen Edgard Høyer                                     | Albert Ranft                    | Svenska teatern, Stockholm                |
| 1898 | Hertigen av Aumerle                          | Konung Richard II William Shakespeare                            | August Lindberg                 | Svenska teatern, Stockholm                |
| 1899 | Gunnar Hesse                                 | Härmännen på Helgeland Henrik Ibsen                              |                                 | Svenska teatern, Stockholm                |
| 1899 | Lill-Klas                                    | Stor-Klas och Lill-Klas Gustaf af Geijerstam                     | Harald Molander                 | Svenska teatern, Stockholm                |
| 1899 | Bäcker                                       | Vävarna Gerhart Hauptmann                                        | Harald Molander                 | Svenska teatern, Stockholm                |
| 1899 | Pauli, träsnidare                            | Helgonsnidaren Ludwig Ganghofer och Hans Neuert                  | Harald Molander                 | Svenska teatern, Stockholm                |
| 1899 | Prins Erik                                   | Gustav Vasa August Strindberg                                    | Harald Molander                 | Svenska teatern, Stockholm                |
| 1899 | Erik XIV                                     | Erik XIV August Strindberg                                       | Harald Molander                 | Svenska teatern, Stockholm                |
| 1900 | Harlekin                                     | Kung Harlekin Rudolf Lothar                                      |                                 | Svenska teatern, Stockholm                |
| 1900 | Ludvig                                       | Agnes Jordan Georg Hirschfeld                                    |                                 | Svenska teatern, Stockholm                |
| 1900 | Lars Wiwalt                                  | En lyckoriddare Harald Molander                                  | Harald Molander                 | Svenska teatern, Stockholm                |
| 1900 | Buckinham                                    | De tre musketörerna Alexandre Dumas d.ä.                         |                                 | Svenska teatern, Stockholm                |
| 1900 | Olivier Couturier                            | Marcelle Victorien Sardou                                        |                                 | Svenska teatern, Stockholm                |
| 1900 | Kung Magnus                                  | Folkungasagan August Strindberg                                  |                                 | Svenska teatern, Stockholm                |
| 1901 | Pastor Sang                                  | Över förmåga Björnstjerne Björnson                               |                                 | Svenska teatern, Stockholm                |
| 1901 | Arkitekten                                   | Midsommareld Hermann Sudermann                                   |                                 | Svenska teatern, Stockholm                |
| 1902 | Paul Lange                                   | Paul Lange och Tora Parsberg Björnstjerne Björnson               |                                 | Svenska teatern, Stockholm                |
| 1902 | Hartwig                                      | Ungdom Max Halbe                                                 |                                 | Svenska teatern, Stockholm                |
| 1903 | Prins Karl-Henrik                            | Gamla Heidelberg Wilhelm Meyer-Förster                           |                                 | Svenska teatern, Stockholm                |
| 1903 | Prinzivalle                                  | Monna Vanna Maurice Maeterlinck                                  |                                 | Svenska teatern, Stockholm                |
| 1903 | Hans Rudorff                                 | Karneval Otto Erich Hartleben                                    |                                 | Svenska teatern, Stockholm                |
| 1904 | Falk                                         | Kärlekens komedi Henrik Ibsen                                    |                                 | Svenska teatern, Stockholm                |
| 1904 | Guido Alberini                               | Lucifer Enrico Annibale Butti                                    | Karl Hedberg                    | Svenska teatern, Stockholm                |
| 1905 | Stener                                       | Daglannet Björnstjerne Björnson                                  |                                 | Svenska teatern, Stockholm                |
| 1905 | Gonthier                                     | Greven av Antwerpen Per Hallström                                |                                 | Svenska teatern, Stockholm                |
| 1905 | Adhémar                                      | Vi skiljas Victorien Sardou                                      |                                 | Svenska teatern, Stockholm                |
| 1905 | Bondpojken                                   | Livets dal Max Dreyer                                            | Karl Hedberg                    | Svenska teatern, Stockholm                |
| 1906 | Gottfrid Bram                                | Ett hems drama Tor Hedberg                                       |                                 | Svenska teatern, Stockholm                |
| 1906 | Bluntschli                                   | Hjältar George Bernard Shaw                                      |                                 | Svenska teatern, Stockholm                |
| 1906 | Triddelfitz                                  | Livet på landet Fritz Reuter                                     |                                 | Svenska teatern, Stockholm                |
| 1906 | Kung Wolmer                                  | Gurre Holger Drachmann                                           |                                 | Svenska teatern, Stockholm                |
| 1907 | Prins Henrik                                 | Henrik IV William Shakespeare                                    |                                 | Svenska teatern, Stockholm                |
| 1907 | Helge                                        | Johan Ulfstjerna Tor Hedberg                                     |                                 | Svenska teatern, Stockholm                |
| 1907 | Wille                                        | För tidigt Anders de Wahl                                        |                                 | Svenska teatern, Stockholm                |
| 1908 | Mäster Olof                                  | Mäster Olof August Strindberg                                    | Knut Michaelson                 | Dramaten                                  |
| 1908 | Eugène Marchbanks                            | Candida George Bernard Shaw                                      | Emil Grandinson                 | Dramaten                                  |
| 1908 | Perdican                                     | Lek ej med kärleken Alfred de Musset                             | Knut Michaelson                 | Dramaten                                  |
| 1908 | Kreon                                        | Antigone Sofokles                                                | August Lindberg Knut Michaelson | Dramaten                                  |
| 1908 | Willy von Cracauw                            | Skärseld Walter Christmas                                        | Emil Grandinson                 | Dramaten                                  |
| 1908 | Marc Arron                                   | Ett revolutionsbröllop Sophus Michaëlis                          | Emil Grandinson                 | Dramaten                                  |
| 1908 | Osvald Alving                                | Gengångare Henrik Ibsen                                          | August Lindberg                 | Dramaten                                  |
| 1909 | Olof                                         | Per Olsson och hans käring Gustaf af Geijerstam                  | Anders de Wahl                  | Dramaten                                  |
| 1909 | Herman Bardolf                               | Erotikon Per Hallström                                           | August Lindberg                 | Dramaten                                  |
| 1909 | Sten Sture                                   | Siste riddaren August Strindberg                                 | Emil Grandinson                 | Dramaten                                  |
| 1909 | Gunnar Borg                                  | Högt spel Ernst Didring                                          | Gustaf Linden                   | Dramaten                                  |
| 1909 | Lord Merestone                               | Lady Frederick W. Somerset Maugham                               | Knut Michaelson                 | Dramaten                                  |
| 1909 | Lord Merestone                               | Lady Frederick W. Somerset Maugham                               | Axel Hansson                    | Lady Frederick-turnén                     |
| 1909 | Paul Lange                                   | Paul Lange och Tora Parsberg Björnstjerne Björnson               | Anders de Wahl                  | Dramaten                                  |
| 1910 | Ivan Alexandrovitj Chlestakov                | Revisorn Nikolaj Gogol                                           | Gustaf Linden                   | Dramaten                                  |
| 1910 | Palle Bay                                    | Fria händer Otto Benzon                                          | Emil Grandinson                 | Dramaten                                  |
| 1910 | Leonard                                      | Damen med dolken Arthur Schnitzler                               | Gustaf Linden                   | Dramaten                                  |
| 1910 | Gregers Werle                                | Vildanden Henrik Ibsen                                           | August Lindberg                 | Dramaten                                  |
| 1910 | Erasmus Montanus                             | Erasmus Montanus Ludvig Holberg                                  | Gustaf Linden                   | Dramaten                                  |
| 1911 | Titus Flavius                                | Titus Arvid Järnefelt                                            | Gustaf Linden                   | Dramaten                                  |
| 1911 | Bellac                                       | Sällskap där man har tråkigt Édouard Pailleron                   | Karl Hedberg                    | Dramaten                                  |
| 1911 | Greven av Bothwell                           | Maria Stuart i Skottland Björnstjerne Björnson                   | Björn Björnson                  | Dramaten                                  |
| 1911 | Conrad                                       | Barnen Hermann Bahr                                              | Karl Hedberg                    | Dramaten                                  |
| 1912 | Erik XIV                                     | Erik XIV August Strindberg                                       | Karl Hedberg                    | Dramaten                                  |
| 1912 | Anatol                                       | Anatol Arthur Schnitzler                                         | Emil Hillberg                   | Dramaten                                  |
| 1912 | David Roberts                                | Kamp John Galsworthy                                             | Gustaf Linden                   | Dramaten                                  |
| 1912 | Helge Ulfstjerna                             | Johan Ulfstjerna Tor Hedberg                                     | Karl Hedberg                    | Dramaten                                  |
| 1912 | Louis Dubedat                                | Doktorns dilemma George Bernard Shaw                             | Karl Hedberg                    | Dramaten                                  |
| 1912 | Eurytos                                      | Spåmannen Verner von Heidenstam                                  | Tor Hedberg                     | Dramaten                                  |
| 1913 | Teddy Kimberly                               | Min vän Teddy André Rivoire och Lucien Besnard                   | Karl Hedberg                    | Dramaten                                  |
| 1913 | Jefta                                        | Jefta Ernst Didring                                              | Gustaf Linden                   | Dramaten                                  |
| 1913 | Sekreteraren förste advokaten förste läkaren | Jeppe på berget Ludvig Holberg                                   | Gustaf Linden                   | Dramaten                                  |
| 1913 | Grothusen                                    | Carolus Rex Walter Hülphers                                      | Tor Hedberg                     | Dramaten                                  |
| 1913 | Kari                                         | Berg-Eyvind och hans hustru Johann Sigurjonsson                  | Karl Hedberg                    | Dramaten                                  |
| 1914 | Franz Reder                                  | Professor Bernhardi Arthur Schnitzler                            | Gustaf Linden                   | Dramaten                                  |
| 1914 | Aladdin                                      | Aladdin Adam Oehlenschläger                                      | Karl Hedberg                    | Dramaten                                  |
| 1914 | Hamlet                                       | Hamlet William Shakespeare                                       | Tor Hedberg                     | Dramaten                                  |
| 1915 | Valentin Le Barroyer                         | Äventyret Gaston Arman de Caillavet och Robert de Flers          | Karl Hedberg                    | Dramaten                                  |
| 1915 | Ingolf                                       | Hadda-Padda Guðmundur Kamban                                     | Karl Hedberg                    | Dramaten                                  |
| 1915 | Hamlet                                       | Hamlet William Shakespeare                                       |                                 | Det Kongelige Teater                      |
| 1915 | Erik XIV                                     | Erik XIV August Strindberg                                       |                                 | Det Kongelige Teater                      |
| 1915 | Axel                                         | Kamraterna August Strindberg                                     |                                 | Turné                                     |
| 1916 | Envar                                        | Det gamla spelet om Envar Hugo von Hofmannsthal                  | Tor Hedberg                     | Dramaten                                  |
| 1916 | Axel                                         | Kamraterna August Strindberg                                     | Karl Hedberg                    | Dramaten                                  |
| 1917 | Konrad Herbot                                | Den stora scenen Arthur Schnitzler                               | Gustaf Linden                   | Dramaten                                  |
| 1917 | Prinsen                                      | Det var en gång Holger Drachmann                                 | Gustaf Linden                   | Dramaten                                  |
| 1917 | Anatol                                       | Anatol Arthur Schnitzler                                         | Anders de Wahl                  | Lorensbergsteatern                        |
| 1917 | Erik XIV                                     | Erik XIV August Strindberg                                       |                                 | Lorensbergsteatern                        |
| 1918 | Gilbert                                      | Litteratur Arthur Schnitzler                                     | Gustaf Linden                   | Dramaten                                  |
| 1918 | Ejlert Lövborg                               | Hedda Gabler Henrik Ibsen                                        | Karl Hedberg                    | Dramaten                                  |
| 1918 | Greve Hubert de Latour-Latour                | Den gröna fracken Gaston Arman de Caillavet och Robert de Flers  | Karl Hedberg                    | Dramaten                                  |
| 1918 | Pierrot                                      | Pierrots drama Sil-Vara                                          | Anders de Wahl                  | Dramaten                                  |
| 1918 | En komediant                                 | Komedianten Stefan Zweig                                         | Anders de Wahl                  | Dramaten                                  |
| 1919 | Perseus                                      | Perseus och vidundret Tor Hedberg                                | Tor Hedberg                     | Dramaten                                  |
| 1919 | Fliederbusch                                 | Fink och Fliederbusch Arthur Schnitzler                          | Tor Hedberg                     | Dramaten                                  |
| 1920 | Struensee                                    | Struensee Otto Erler                                             |                                 | Svenska teatern, Stockholm                |
| 1921 | Egbert Hoesdrecht                            | Femina C. P. von Rossem och J. F. Soesman                        |                                 | Svenska teatern, Stockholm                |
| 1921 |                                              | Mina damer och herrar Rolf Hiorth-Schøyen och Helge Krog         |                                 | Svenska teatern, Stockholm                |
| 1921 | Petrucchio                                   | Så tuktas en argbigga William Shakespeare                        |                                 | Svenska teatern, Stockholm                |
| 1921 | Blutnschli                                   | Hjältar George Bernard Shaw                                      |                                 | Svenska teatern, Stockholm                |
| 1921 | Paul Lange                                   | Paul Lange och Tora Parsberg Björnstjerne Björnson               |                                 | Svenska teatern, Stockholm                |
| 1921 | Greve Pfuel                                  | Den charmante Carl Sternheim                                     |                                 | Turné                                     |
| 1922 | Doktor Julius Balint                         | Äktenskapets skärseld Ladislaus Lekatos                          |                                 | Svenska teatern, Stockholm                |
| 1922 | Jean Faurel                                  | Damernas egen Leo Dietrichstein                                  |                                 | Svenska teatern, Stockholm                |
| 1922 | Envar                                        | Det gamla spelet om Envar Hugo von Hofmannsthal                  |                                 | Nationaltheatret                          |
| 1922 |                                              | Äventyret Gaston Arman de Caillavet och Robert de Flers          |                                 | Nationaltheatret                          |
| 1923 | Boris Vladimirovitj                          | Labyrinten Solomon Lʹvovič Poljakov                              | Gustaf Linden                   | Dramaten                                  |
| 1923 | Aiolos                                       | Skomakar Aiolos Arnold Kübler                                    | Olof Molander                   | Dramaten                                  |
| 1923 |                                              | Älska Paul Géraldy                                               |                                 | Turné                                     |
| 1924 | Othello                                      | Othello William Shakespeare                                      | Olof Molander                   | Dramaten                                  |
| 1924 | Henri Lévrier                                | Herrans vingård Gaston Arman de Caillavet och Robert de Flers    | Karl Hedberg                    | Dramaten                                  |
| 1925 | Rolf Swedenhielm Sr                          | Swedenhielms Hjalmar Bergman                                     | Gustaf Linden                   | Dramaten                                  |
| 1925 | Fadern                                       | Sex roller söker en författare Luigi Pirandello                  | Tore Svennberg                  | Dramaten                                  |
| 1926 | Henrik IV                                    | Henrik IV Luigi Pirandello                                       | Gustaf Linden                   | Dramaten                                  |
| 1927 | Peer Gynt                                    | Peer Gynt Henrik Ibsen                                           | Olof Molander                   | Dramaten                                  |
| 1927 | Sigismund                                    | Livet en dröm Calderon de la Barca                               | Per Lindberg                    | Dramaten                                  |
| 1928 | Henri                                        | Älska Paul Géraldy                                               | Tore Svennberg                  | Dramaten                                  |
| 1928 | Faust                                        | Faust (del 1) Johann Wolfgang von Goethe                         | Olof Molander                   | Dramaten                                  |
| 1928 | Stridstupp                                   | Fåglarna Aristofanes                                             | Olof Molander                   | Dramaten                                  |
| 1929 | Erik XIV                                     | Erik XIV August Strindberg                                       | Gustaf Linden                   | Dramaten                                  |
| 1929 | Marc Fournier                                | Nyss utkommen! Édouard Bourdet                                   | Gustaf Linden                   | Dramaten                                  |
| 1930 | Maurice                                      | Herr Lamberthier Louis Verneuil                                  | Anders de Wahl                  | Dramaten                                  |
| 1930 | Markurell                                    | Markurells i Wadköping Hjalmar Bergman                           | Alf Sjöberg                     | Dramaten                                  |
| 1931 | Petrucchio                                   | Så tuktas en argbigga William Shakespeare                        | Henry Hellssen                  | Oscarsteatern                             |
| 1931 |                                              | Ett tu tre Ferenc Molnár                                         | Bjørn Bjørnson                  | Oscarsteatern                             |
| 1931 | Angelo Baldovino                             | Anständighetens vällust Luigi Pirandello                         |                                 | Turné                                     |
| 1932 | Henrik VIII                                  | Cant Kaj Munk                                                    | Olof Molander                   | Dramaten                                  |
| 1932 | Johan Ulfstjerna                             | Johan Ulfstjerna Tor Hedberg                                     | Tor Hedberg                     | Dramaten                                  |
| 1932 |                                              | Den farliga vägen A.A. Milne                                     |                                 | Turné                                     |
| 1933 | Cyrano de Bergerac                           | Cyrano de Bergerac Edmond Rostand                                | Alf Sjöberg                     | Dramaten                                  |
| 1933 | Matthias Clausen                             | Före solnedgången Gerhart Hauptmann                              | Alf Sjöberg                     | Dramaten                                  |
| 1933 | von Wehrhahn                                 | Bäverpälsen Gerhart Hauptmann                                    | Olof Molander                   | Dramaten                                  |
| 1934 | Napoleon                                     | De hundra dagarna Benito Mussolini och Giovacchino Forzano       | Rune Carlsten                   | Dramaten                                  |
| 1934 | Thomas Bonalt                                | En hederlig man Sigfrid Siwertz                                  | Alf Sjöberg                     | Dramaten                                  |
| 1934 | Angelo Baldovino                             | Anständighetens vällust Luigi Pirandello                         | Anders de Wahl                  | Dramaten                                  |
| 1935 | Cenodoxus                                    | Cenodoxus Jacob Bidermann                                        | Olof Molander                   | Dramaten                                  |
| 1935 | Greve Hubert de Latour-Latour                | Den gröna fracken Gaston Arman de Caillavet                      | Rune Carlsten                   | Dramaten                                  |
| 1936 |                                              | Zigenarprimas Emmerich Kálmán, Julius Wilhelm och Fritz Grünbaum | Max Hansen                      | Oscarsteatern                             |
| 1936 | Johan Ulfstjerna                             | Johan Ulfstjerna Tor Hedberg                                     |                                 | Det Kongelige Teater, Köpenhamn           |
| 1936 |                                              | Komedianten Stefan Zweig                                         |                                 | Turné                                     |
| 1936 | Solness                                      | Byggmästare Solness Henrik Ibsen                                 |                                 | Riksteatern                               |
| 1936 |                                              | Kunglighet Robert E. Sherwood                                    |                                 | Riksteatern                               |
| 1937 | Halvard Solness                              | Byggmästare Solness Henrik Ibsen                                 | Anders de Wahl                  | Dramaten                                  |
| 1937 | Envar                                        | Det gamla spelet om Envar Hugo von Hofmannsthal                  | Olof Molander                   | Dramaten                                  |
| 1938 | Marcus Antonius                              | Julius Caesar William Shakespeare                                | Olof Molander                   | Dramaten                                  |
| 1938 | Virág                                        | Delila Ferenc Molnár                                             | Rune Carlsten                   | Dramaten                                  |
| 1939 | Paul Lange                                   | Paul Lange och Tora Parsberg Björnstjerne Björnson               | Rune Carlsten                   | Dramaten                                  |
| 1939 | Ärkebiskop Thomas Becket                     | Mordet i katedralen T.S. Eliot                                   | Alf Sjöberg                     | Dramaten                                  |
| 1939 | Jan Andersson                                | Kejsaren av Portugallien Selma Lagerlöf                          | Rune Carlsten                   | Dramaten                                  |
| 1939 | Envar                                        | Det gamla spelet om Envar Hugo von Hofmannsthal                  |                                 | Riksteatern Göteborgs stadsteater         |
| 1939 | Valentin Le Barroyer                         | Äventyret Gaston Arman de Caillavet och Robert de Flers          |                                 | Riksteatern Göteborgs stadsteater         |
| 1939 | de Latour-Latour                             | Den gröna fracken Gaston Arman de Caillavet och Robert de Flers  |                                 | Göteborgs stadsteater                     |
| 1940 | Valentin Le Barroyer                         | Äventyret Gaston Arman de Caillavet och Robert de Flers          | Carlo Keil-Möller               | Dramaten                                  |
| 1941 | Sheridan Whiteside                           | Han som kom till middag George S. Kaufman och Moss Hart          | Torsten Hammarén                | Göteborgs stadsteater                     |
| 1941 | Sheridan Whiteside                           | Han som kom till middag George S. Kaufman och Moss Hart          | Martha Lundholm                 | Vasateatern                               |
| 1942 | Maddoc Thomas                                | Sol i dimma Emlyn Williams                                       | Harry Roeck-Hansen              | Blancheteatern                            |
| 1943 | Hellström                                    | Nöjesfältet Herbert Grevenius                                    | Rune Carlsten                   | Dramaten                                  |
| 1943 | Mr Bunting                                   | Den okuvliga Mr Bunting Robert Greenwood                         | Martha Lundholm                 | Vasateatern                               |
| 1945 | Rikard Anker                                 | Ödestimmen Hjalmar Söderberg                                     | Rune Carlsten                   | Dramaten                                  |
| 1945 | Markurell                                    | Markurells i Wadköping Hjalmar Bergman                           | Sandro Malmquist                | Malmö Stadsteater                         |
| 1946 | Markurell                                    | Markurells i Wadköping Hjalmar Bergman                           | Rudolf Wendbladh                | Dramaten                                  |
| 1947 | Markurell                                    | Markurells i Wadköping Hjalmar Bergman                           | Helge Wahlgren                  | Göteborgs stadsteater                     |
| 1951 | Karlin                                       | Det lyser i kåken Björn-Erik Höijer                              | Ingmar Bergman                  | Dramaten                                  |
| 1952 | Rolf Swedenhielm Sr                          | Swedenhielms Hjalmar Bergman                                     | Mats Johansson                  | Malmö Stadsteater                         |
| 1953 | Rolf Swedenhielm Sr                          | Swedenhielms Hjalmar Bergman                                     |                                 | Göteborgs Stadsteater                     |

### Regi
| År   | Produktion                                               | Upphovsmän            | Teater             |
| ---- | -------------------------------------------------------- | --------------------- | ------------------ |
| 1909 | Per Olsson och hans käring                               | Gustaf af Geijerstam  | Dramaten           |
| 1909 | Paul Lange och Tora Parsberg Paul Lange og Tora Parsberg | Bjørnstjerne Bjørnson | Dramaten           |
| 1917 | Anatol                                                   | Arthur Schnitzler     | Lorensbergsteatern |
| 1918 | Komedianten Der verwandelte Komeodiant                   | Stefan Zweig          | Dramaten           |
| 1918 | Pierrots drama Pierrots Drama                            | Sil-Vara              | Dramaten           |
| 1930 | Herr Lamberthier Monsieur Lamberthier                    | Louis Verneuil        | Dramaten           |
| 1934 | Anständighetens vällust Il piacere dell'onesta           | Luigi Pirandello      | Dramaten           |
| 1937 | Byggmästare Solness Bygmester Solness                    | Henrik Ibsen          | Dramaten           |

## Utmärkelser
- 1907: Litteris et Artibus

## Bildgalleri från rolltolkningar

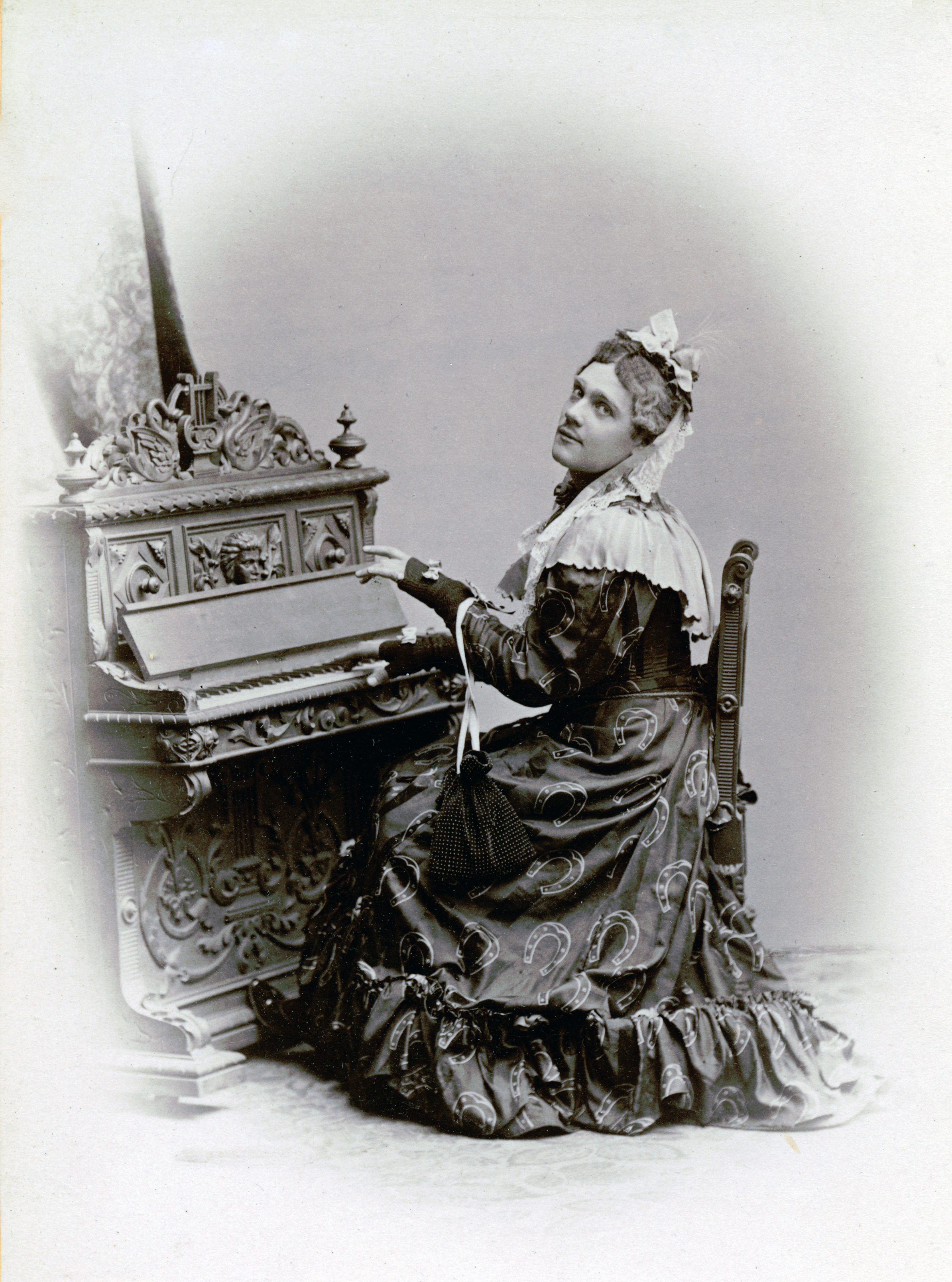
Som Lord Babberly i Charleys tant, Djurgårdsteatern 1894.
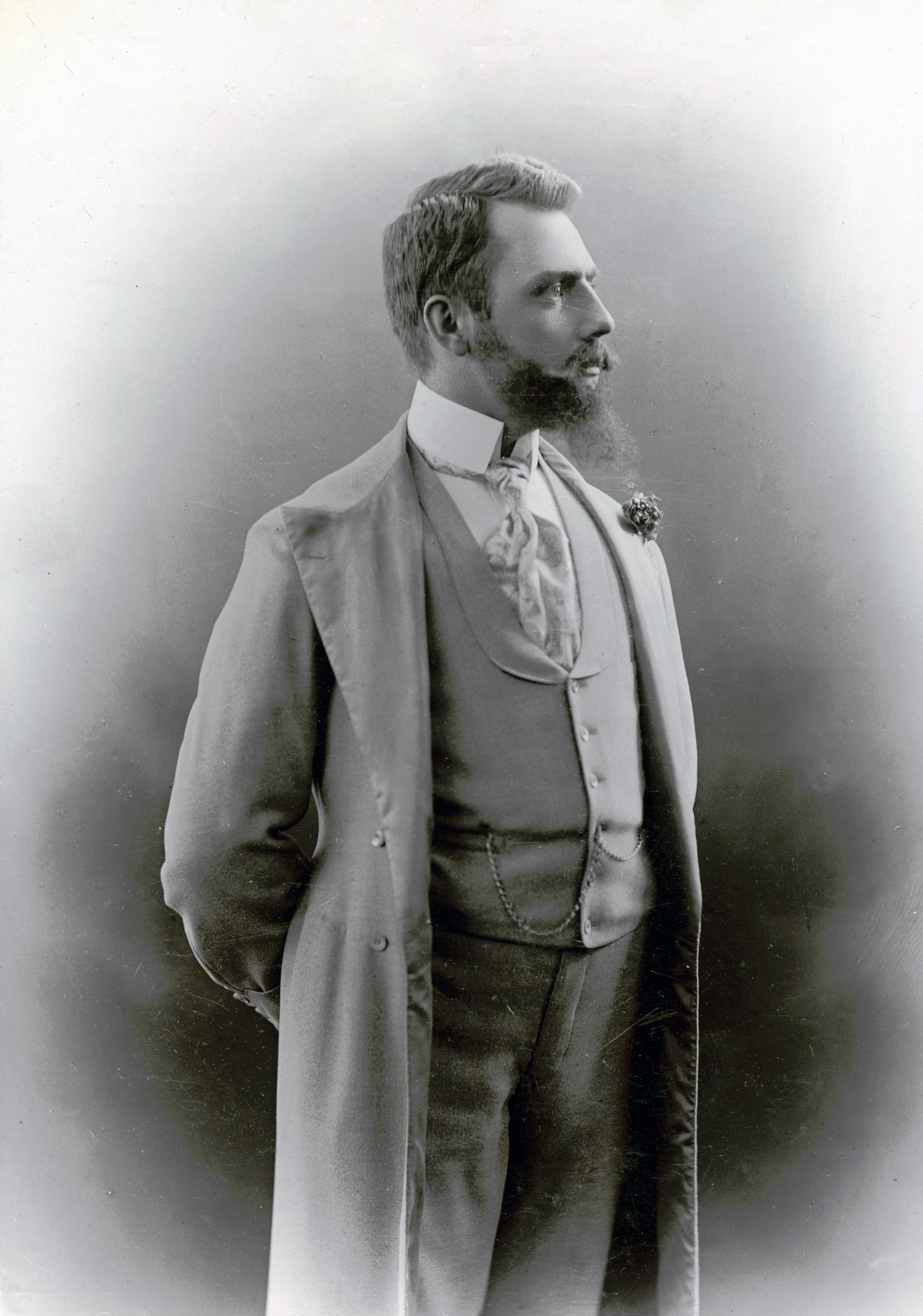
Som Lord Windermere i Solfjädern, Vasateatern 1897.
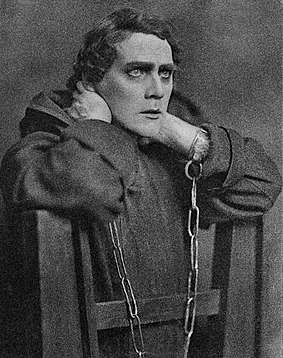
Anders de Wahl 1919.
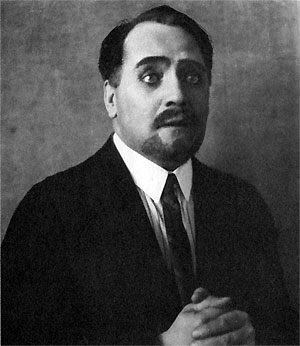
I Luigi Pirandellos Sex roller söker en författare på Dramaten 1925.
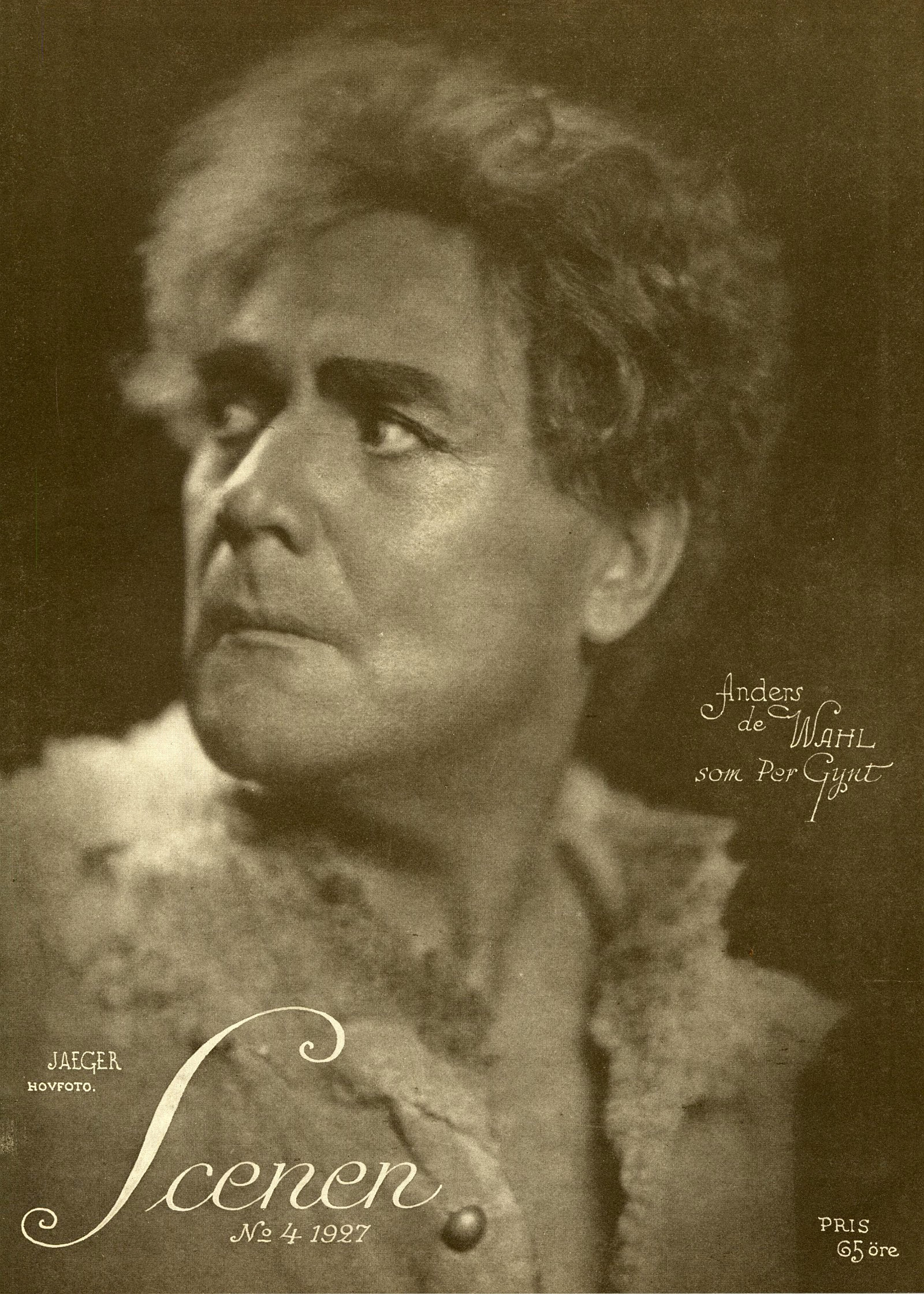
Som Peer Gynt på Dramaten. (Omslag till Scenen 1927).
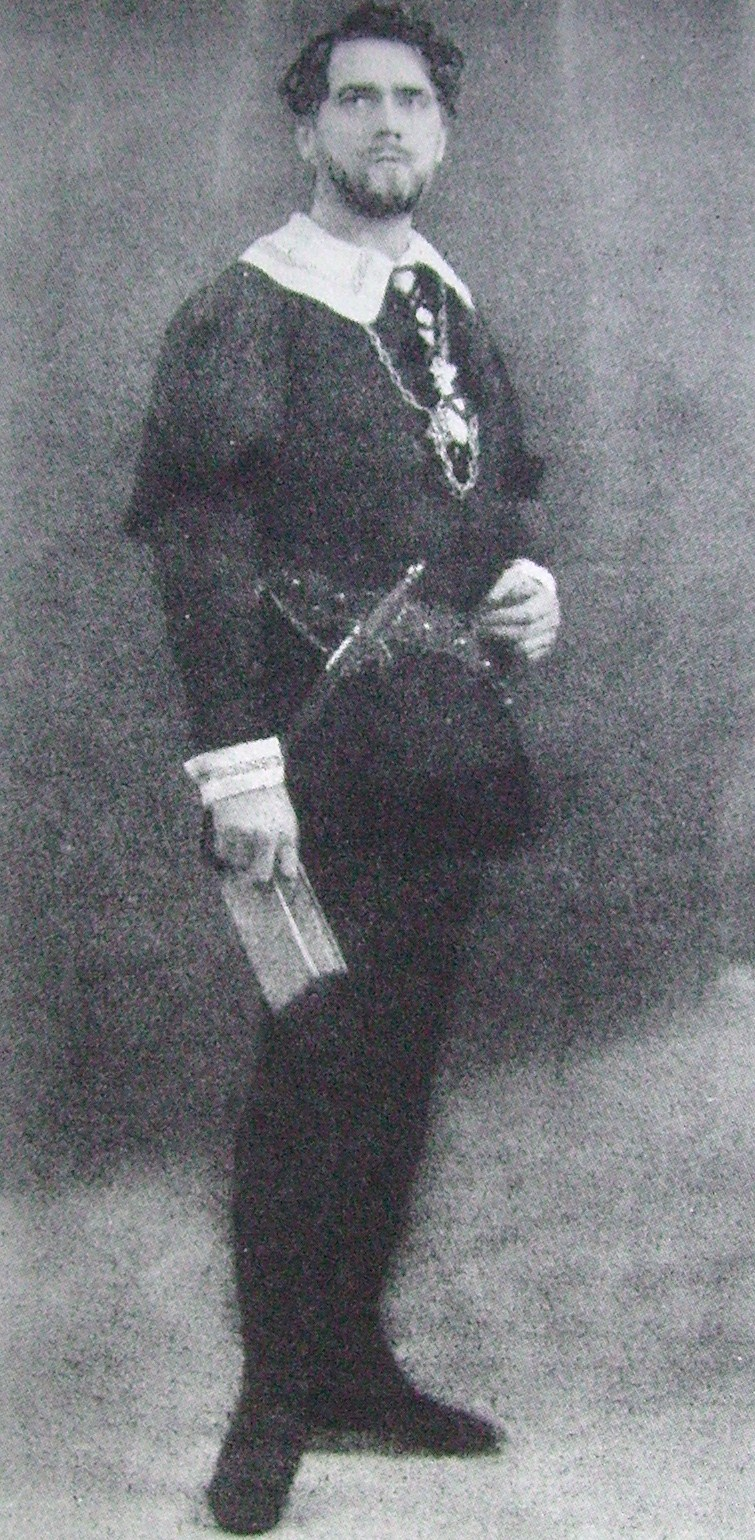
Som Hamlet
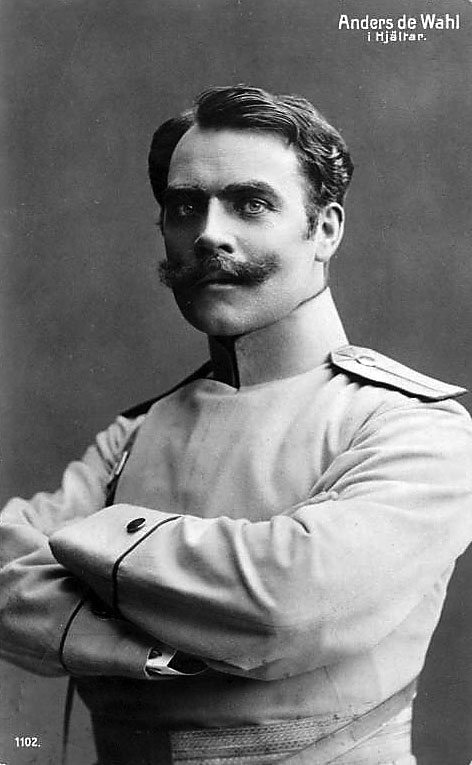
de Wahl i Hjältar